# Seznam čínských letadlových lodí

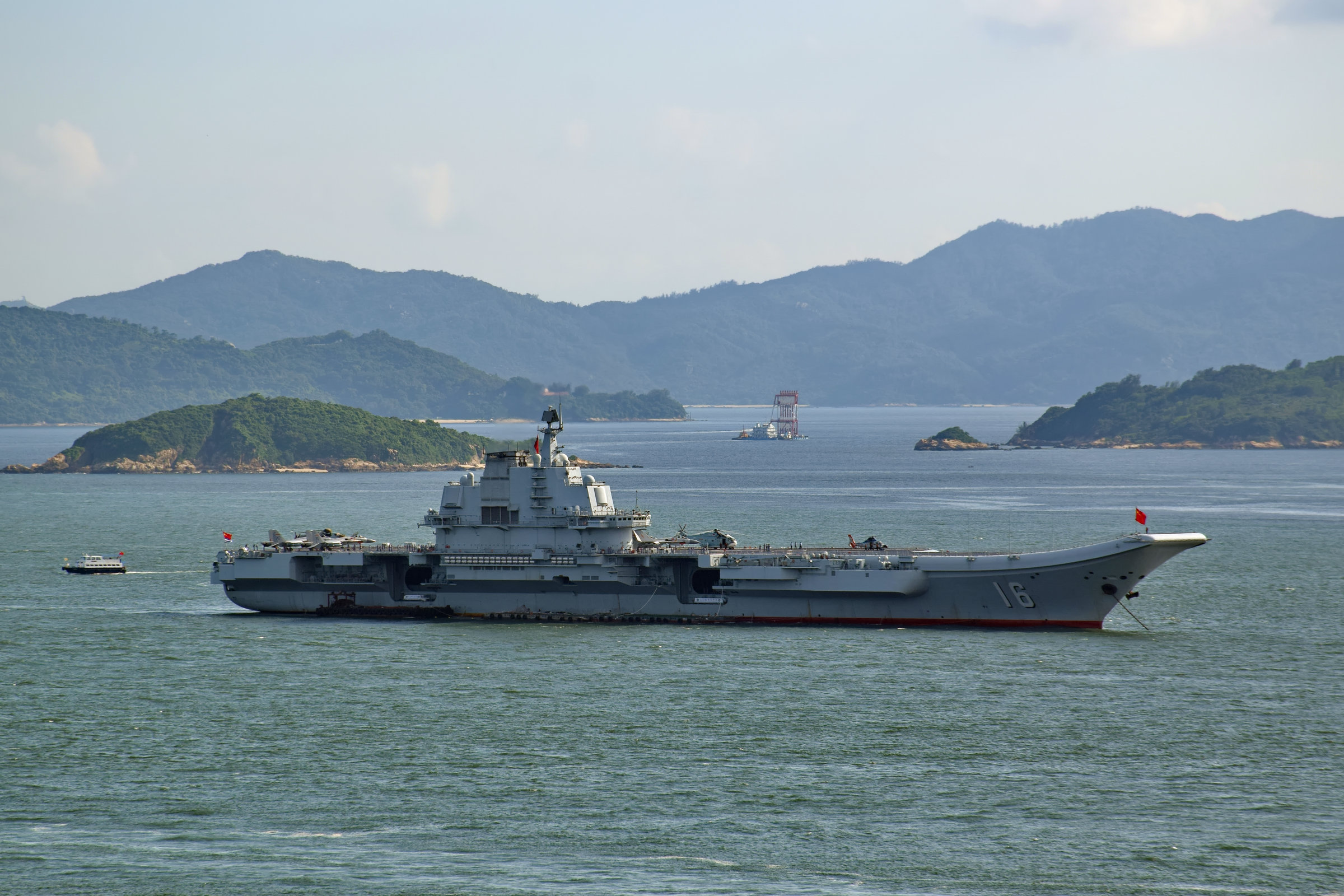
Liao-ning

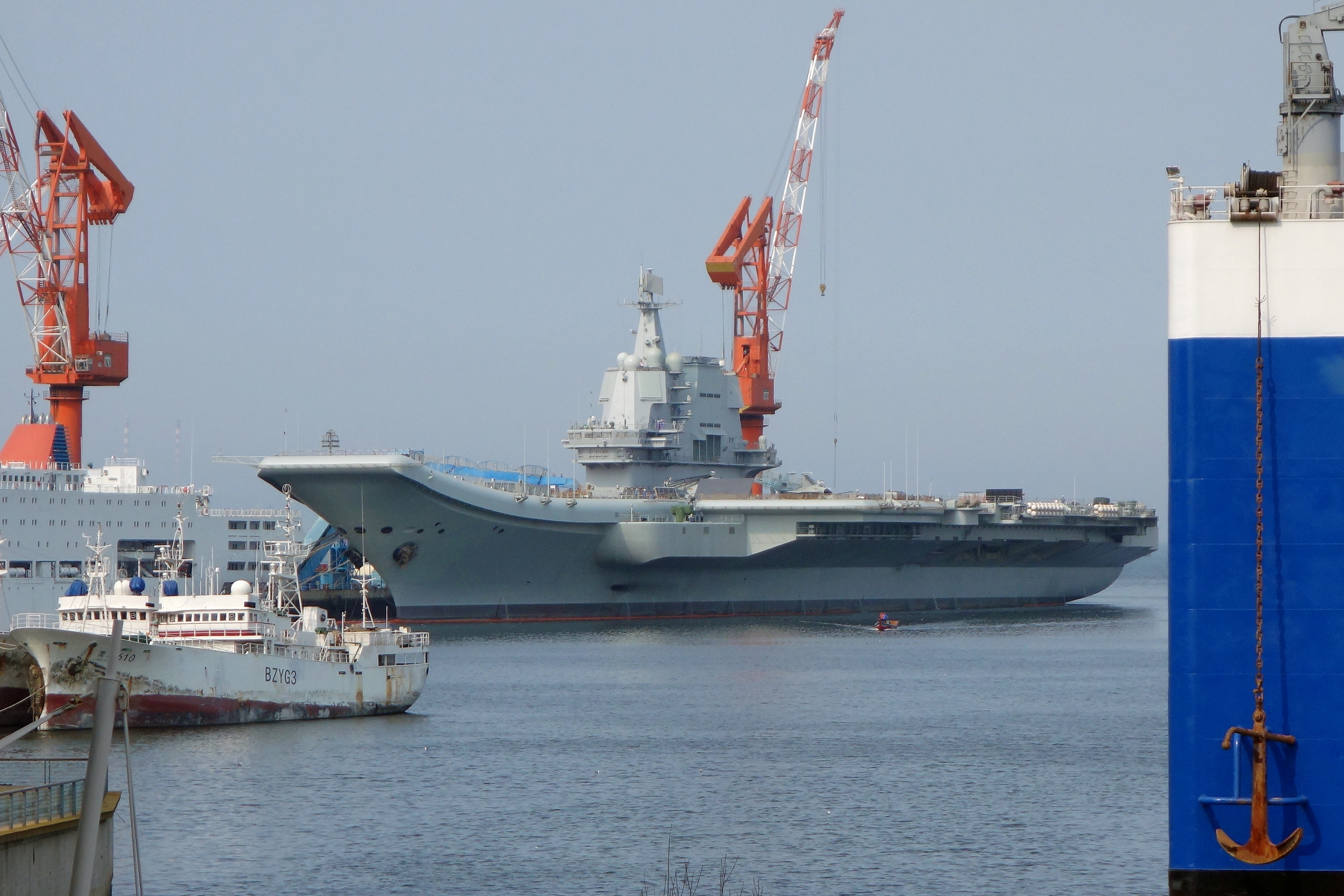
Šan-tung

Seznam čínských letadlových lodí obsahuje všechny letadlové lodě, které slouží nebo budou sloužit u Námořnictva Čínské lidové osvobozenecké armády.

## Seznam lodí

### Typ 001
- Liao-ning - aktivní

### Typ 002
- Šan-tung - aktivní

### Typ 003
- Fu-ťien - ve zkouškách

### Typ 004
- neznámé jméno - ve stavbě